# Aire condicionat

Infografia dels components i mecanismes d'un sistema d'aire condicionat.

El condicionament d'aire és un procés de tractament de l'aire ambient de locals destinats al comerç, a l'habitatge, a processos industrials o d'emmagatzematge, etc. Consisteix a regular les condicions quant a la temperatura, humitat, neteja, renovació, filtratge i el moviment de l'aire dins dels locals usant màquines denominades genèricament aire condicionat.
Entre els sistemes de condicionament es troben els autònoms i els centralitzats. Els primers produeixen per si mateixos l'augment de calor o la seva disminució (fred) i tracten l'aire parcialment. Els centralitzats tenen un o més condicionadors individuals que tracten parcialment l'aire i obtenen l'energia tèrmica (calor o fred) d'un sistema centralitzat. En aquest últim cas, la producció de calor sol confiar-se a calderes que funcionen amb combustibles. La producció de fred en màquines frigorífiques, que funcionen per compressió o per absorció, porten el fred produït mitjançant sistemes de refrigeració.

## Història
L'invent, definit com un aparell de tractament de l'aire, fou patentat el mes de gener de l'any 1906, però el terme aire condicionat, fou encunyat per Stuart Cramer, un enginyer tèxtil de Carolina del Nord, qui patentà un humidificador l'abril del mateix 1906.
Willis Carrier, tot i que de família humil, aconseguí matricular-se a la Universitat Cornell d'Ithaca (Nova York). Hagué de treballar per mantenir-se, però l'any 1901, en sortí amb una llicenciatura en enginyeria elèctrica. L'any 1902 Willis Haviland Carrier va crear les bases de la refrigeració moderna i al trobar-se amb els problemes de l'excessiva humidificació de l'aire refredat, en l'aire condicionat i va desenvolupar el concepte de climatització d'estiu.

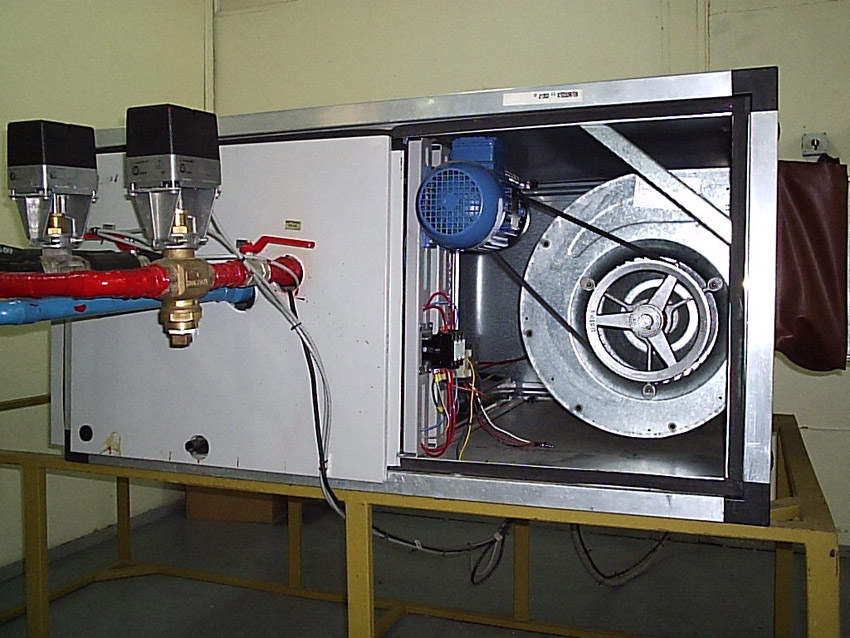
Unitat de control de paràmetres en l'estudi HVAC

En aquella època un impressor novaiorquès de Brooklin tenia greus dificultats en el procés d'impressió, que impedia el comportament normal del paper, obtenint una qualitat molt pobre per les variacions de temperatura, calor i humitat. Carrier es va posar a investigar per a resoldre el problema: va dissenyar una màquina específica que controlava la humitat per mitjà de tubs refredats, donant lloc a la primera unitat de refrigeració de la història. Ràpidament s'hi van interessar altres indústries que depenien dels factors ambientals per als seus processos de producció, com ara comestibles, tabac, pel·lícules o productes tèxtils i farmacèutics.

Durant aquells anys l'objectiu principal de Carrier era millorar el desenvolupament del procés industrial amb màquines que permetessin el control de la temperatura i la humitat. Els primers a fer anar el sistema d'aire condicionat Carrier foren les indústries tèxtils del sud dels Estats Units. Aquesta fàbrica tenia un gran problema. Per l'absència d'humitat es creava un excés d'electricitat estàtica fent que fibres de cotó es transformessin en borrissol. Gràcies a Carrier, el nivell d'humitat es va estabilitzar i el problema del borrissol va quedar eliminat. 

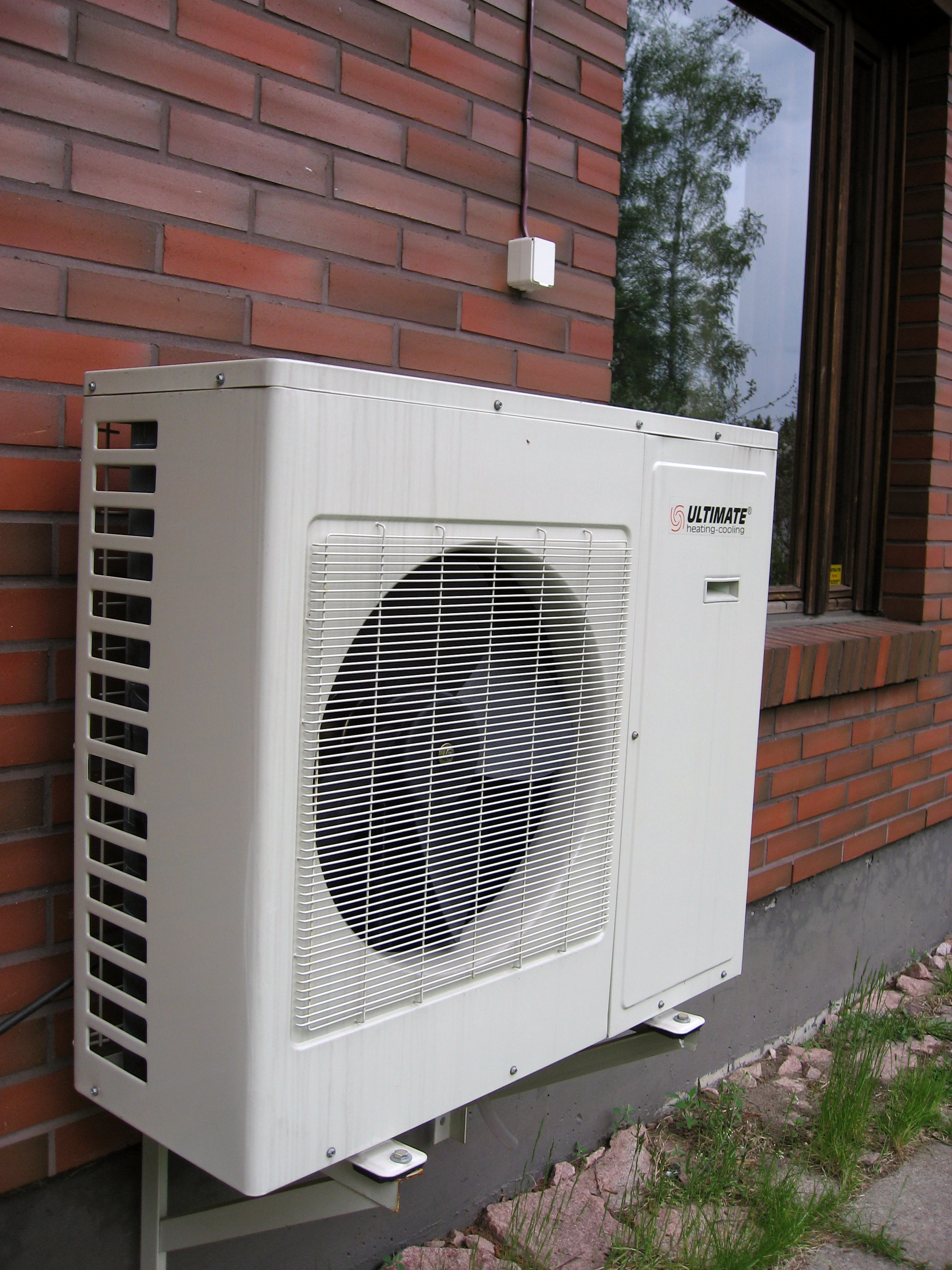
Mòdul exterior d'un sistema d'aire condicionat modern

Per la qualitat dels seus productes, un gran nombre d'indústries, tant nacionals com internacionals, es decantaren per la marca Carrier. La primera venda que es va realitzar a l'estranger va ser a la indústria de la seda de Yokohama al Japó en 1907.
En 1915, esperonats per l'èxit, Carrier i sis amics reuniren 32.600 dòlars i varen fundar "La Companyia d'Enginyeria Carrier", on el gran objectiu era garantir a l'usuari el control de la temperatura i humitat a través de la innovació tecnològica i el servei al client. En 1922 Carrier porta a bon port un dels invents de major impacte en la història de la indústria: "la refredadora centrífuga". Aquest nou sistema de refrigeració es va estrenar en 1924 en els grans magatzems Hudson de Detroit, en els quals es van instal·lar tres refredadores centrífugues per a refredar el soterrani i posteriorment la resta de la botiga. El mateix any també s'instal·là en tres cinemes de l'estat de Texas, als EUA. Aquell estiu, totes tres sales van veure créixer espectacularment l'assistència d'espectadors.
Tal va ser l'èxit, que immediatament es van instal·lar aquest tipus de màquines en hospitals, oficines, aeroports, fàbriques, hotels i grans magatzems. La prova de foc va arribar en 1925, quant a la companyia Carrier se li encarrega la climatització del cinema Rivoli de Nova York situat a Times Square. Es realitza una gran campanya de publicitat que arriba ràpidament als ciutadans i es formen llargues cues en la porta del cine. La pel·lícula que es va projectar aquella nit va ser ràpidament oblidada, però no ho va ser l'aparició de l'aire condicionat.
A la fi de la dècada dels anys vint, propietaris de petites empreses volien competir amb les grans distribuïdores, de manera que Carrier va començar a desenvolupar màquines petites. L'any 1930, uns tres-cents cinemes tenien instal·lat ja el sistema d'aire condicionat. L'any 1928 es va fabricar un equip de climatització domèstic que refredava, escalfava, netejava i feia circular l'aire i amb una principal aplicació que era la domèstica, però la Gran Depressió en els Estats Units va posar punt final a l'aire condicionat en les cases. Fins després de la Segona Guerra Mundial les vendes d'equips domèstics no començaren a tenir importància en empreses i habitatges particulars.

## Terminologia
El tractament de l'aire comprèn diversos ítems a més de la calefacció/refrigeració, la humidificació, la ventilació i la purificació. Al local a condicionar hi ha elements de construcció (parets, finestres, etc) i també persones, maquinària, productes vegetals o animals, tèxtils, etc que intervenen en les condicions que s'han de tractar. Habitualment es coneix com a climatització únicament quan es procura el confort de les persones.
Les sigles HVAC corresponen a l'acrònim anglès de Heating, Ventilating and Air Conditioning (escalfament, ventilació i aire condicionat), que engloba el conjunt de mètodes i tècniques que estudien i analitzen el tractament de l'aire quant al seu refredament, escalfament, humidificació/deshumidificació, qualitat, moviment, etc.
Entre els sistemes de condicionament es troben els autònoms i els centralitzats. Els primers produeixen la calor o el fred i tracten l'aire (encara que normalment no del tot). Els segons tenen un o uns condicionadors que tan sols tracten l'aire i obtenen l'energia tèrmica (calor o fred) d'un sistema centralitzat. En aquest últim cas, la producció de calor sol confiar-se a calderes que funcionen amb combustibles. La de fred a màquines frigorífiques, que funcionen per compressió o per absorció i porten el fred produït mitjançant sistemes de refrigeració.
L'expressió "aire condicionat" sol referir-se a la refrigeració, però no és correcta, ja que també cal referir-se a la calefacció, sempre que es tractin (condicionin) tots o alguns dels paràmetres de l'aire de l'atmosfera. El que passa és que el més important que tracta l'aire condicionat, la humitat de l'aire, no ha tingut importància en la calefacció perquè quasi tota la humitat necessària, quan s'escalfa l'aire, s'afegix de manera natural pels processos de respiració i transpiració de les persones. D'aquí que quan s'inventaren màquines per a refrigerar, hi hagués la necessitat de crear sistemes que abaixessin també la humitat ambient.

## Composició de l'aire
L'aire està compost principalment pels gasos nitrogen, oxigen i argó. La resta dels components, entre els quals hi ha vapor d'aigua, diòxid de carboni (d'efecte hivernacle), metà, òxid de dinitrogen, ozó, entre d'altres.[1] En petites quantitats poden existir substàncies d'un altre tipus: pols, pol·len, espores, cendra volcànica, etc. També són detectables gasos abocats a l'atmosfera en qualitat de contaminants, com clor i els seus compostos, fluor, mercuri i compostos de sofre.
El punt de rosada és la temperatura a la qual ha de baixar una massa d'aire, a pressió constant, perquè la humitat relativa arribi al 100%, és a dir, perquè aquesta massa d'aire quedi saturada.
La capacitat que té l'aire de contenir vapor d'aigua no és constant, sinó que depèn de la temperatura. Com més calent és l'aire, més quantitat de vapor d'aigua pot contenir. Si una massa d'aire a una determinada temperatura té, per exemple, la meitat del vapor d'aigua que pot contenir a aquesta temperatura, podem dir que la humitat relativa és del 50%. Si ara baixem progressivament la temperatura d'aquest aire, la quantitat de vapor d'aigua que podrà contenir és cada vegada menor i, per tant, la humitat relativa puja. Quan la humitat relativa arriba al 100%, la temperatura de l'aire coincideix amb el punt de rosada.

## Operació

### Principis de funcionament

Un esquema senzill estilitzat del cicle de refrigeració: 1) bateria de condensació, 2) vàlvula d'expansió, 3) bateria de l'evaporador, 4) compressor

La refrigeració dels sistemes tradicionals d'aire condicionat s'aconsegueix mitjançant el cicle de compressió de vapor, que utilitza la circulació forçada i el canvi de fase d'un refrigerant entre gas i líquid per transferir calor. El cicle de compressió de vapor es pot produir dins d'un equip unitari o empaquetat; o dins d'un refrigerador que està connectat a un equip de refrigeració terminal (com ara una unitat de ventilació de bateria en un controlador d'aire) al costat de l'evaporador i un equip de rebuig de calor, com ara una torre de refrigeració al costat del condensador. Una bomba de calor de font d'aire comparteix molts components amb un sistema d'aire condicionat, però inclou una vàlvula inversora que permet que la unitat s'utilitzi per escalfar i refredar un espai.
Els equips d'aire condicionat reduiran la humitat absoluta de l'aire processat pel sistema si la superfície de la bobina de l'evaporador és significativament més freda que el punt de rosada de l'aire circumdant. Un aire condicionat dissenyat per a un espai ocupat normalment aconseguirà una humitat relativa del 30% al 60% a l'espai ocupat.
La majoria dels sistemes d'aire condicionat moderns disposen d'un cicle de deshumidificació durant el qual el compressor funciona mentre el ventilador s'alenteix per reduir la temperatura de l'evaporador i, per tant, condensar més aigua. Un deshumidificador utilitza el mateix cicle de refrigeració, però incorpora tant l'evaporador com el condensador en el mateix camí d'aire; l'aire passa primer per la bobina de l'evaporador on es refreda i deshumidificat abans de passar per sobre de la bobina del condensador on s'escalfa de nou abans de ser alliberat de nou a l'habitació.
De vegades es pot seleccionar el refredament lliure quan l'aire extern és més fresc que l'aire intern i, per tant, no cal utilitzar el compressor, la qual cosa resulta en una alta eficiència de refrigeració per a aquests moments. Això també es pot combinar amb l'emmagatzematge d'energia tèrmica estacional.

#### Calefacció
Alguns sistemes d'aire condicionat tenen l'opció d'invertir el cicle de refrigeració i actuar com a bomba de calor de font d'aire, escalfant així en lloc de refredar l'ambient interior. També se'ls coneix habitualment com a "aire condicionat de cicle invers". La bomba de calor és significativament més eficient energèticament que l'escalfament per resistència elèctrica, perquè trasllada l'energia de l'aire o l'aigua subterrània a l'espai escalfat, així com la calor de l'energia elèctrica comprada. Quan la bomba de calor està en mode de calefacció, la bobina de l'evaporador interior canvia de funció i es converteix en la bobina del condensador, produint calor. La unitat del condensador exterior també canvia de funció per servir d'evaporador i descarrega l'aire fred (més fred que l'aire exterior ambiental).
La majoria de les bombes de calor d'aire es tornen menys eficients a temperatures exteriors inferiors a 4 °C; això és en part perquè es forma gel a la bobina de l'intercanviador de calor de la unitat exterior, que bloqueja el flux d'aire sobre la bobina. Per compensar-ho, el sistema de bomba de calor ha de tornar temporalment al mode d'aire condicionat normal per canviar la bobina de l'evaporador exterior a ser la bobina del condensador, de manera que es pugui escalfar i descongelar. Per tant, alguns sistemes de bombes de calor tindran una forma de calefacció per resistència elèctrica a la trajectòria de l'aire interior que només s'activa en aquest mode per compensar la refrigeració temporal de l'aire interior, que d'altra manera seria incòmode a l'hivern.
Els models més nous han millorat el rendiment en temps fred, amb una capacitat de calefacció eficient fins a −26 °C. No obstant això, sempre hi ha la possibilitat que la humitat que es condensa a l'intercanviador de calor de la unitat exterior es pugui congelar, fins i tot en models que han millorat el rendiment en temps fred, i requereixen un cicle de descongelació.
El problema de la formació de gel es torna molt més greu amb les temperatures exteriors més baixes, de manera que les bombes de calor de vegades s'instal·len juntament amb una forma més convencional de calefacció, com ara un escalfador elèctric, un gas natural, gasoli de calefacció o llar de foc o calefacció central de llenya, que s'utilitza en lloc o a més de la bomba de calor durant les temperatures hivernals més dures. En aquest cas, la bomba de calor s'utilitza de manera eficient durant les temperatures més suaus i el sistema es canvia a la font de calor convencional quan la temperatura exterior és més baixa.

### Rendiment
El coeficient de rendiment (COP) d'un sistema d'aire condicionat és una relació entre la calefacció o la refrigeració útils proporcionades al treball requerit. COP més alts equivalen a costos operatius més baixos. El COP acostuma a superar l'1; tanmateix, el valor exacte depèn molt de les condicions de funcionament, especialment la temperatura absoluta i la temperatura relativa entre la pica i el sistema, i sovint es representa gràficament o es fa la mitjana en funció de les condicions esperades. La potència dels equips d'aire condicionat als EUA es descriu sovint en termes de "tones de refrigeració", amb cadascuna aproximadament igual a la potència de refrigeració d'una tona curta (910 kg de gel que es fon en un període de 24 hores. El valor és igual a 12.000 BTUIT per hora, o 3.517 watts. Els sistemes d'aire central residencial solen tenir entre 1 i 5 tones (de 3,5 a 18 kW) de capacitat.
L'eficiència dels aparells d'aire condicionat sovint s'avalua per la Ratio d'eficiència energètica estacional (SEER), que es defineix per l'Air Conditioning, Heating and Refrigeration Institute a la seva norma de 2008 AHRI 210/240, "Valoració de rendiment dels equips unitaris d'aire condicionat i bomba de calor de font d'aire". Un estàndard similar és el ratio d'eficiència energètica estacional europea (ESEER).

## Efecte

### Efecte sobre la salut
En climes càlids, l'aire condicionat pot prevenir cops de calor, deshidratació a causa de la sudoració excessiva, alteracions dels fluids i electròlits, insuficiència renal, a més d'altres problemes relacionats amb la hipertermia. El condicionament d'aire (incloent la filtració, humidificació, refredament i desinfecció) es pot utilitzar per proporcionar un ambient net, segur i hipoal·lergènic a hospitals quirúrgics i altres espais on l'ambient adequat és crucial per la seguretat i el benestar dels pacients. A vegades es recomana per a ús domèstic per a les persones amb al·lèrgies, especialment a la flor de penicil·li. No obstant això, les torres de refrigeració mal cuidades poden fomentar el creixement i la propagació de microorganismes com Legionella pneumophila, l'agent infecciós responsable de la malaltia del legionari. Mentre que la torre de refrigeració es manté neta (generalment mitjançant el tractament amb clor), aquests riscos per a la salut es poden evitar o reduir.

### Efecte sobre el medi ambient
La refrigeració dels espais, incloent l'aire condicionat, va representar el 2021 terawatt-hora de consum d'energia a tot el món el 2016, d'aquesta quantitat, aproximadament el 99% correspon a l'electricitat, segons l'informe sobre l'eficiència de l'aire condicionat del 2018 de l'Agència Internacional d'Energia. L'informe preveu un augment del consum d'electricitat a causa de la refrigeració d'espais fins a aproximadament 6200 TWh d'aquí al 2050, i que, tenint en compte el progrés observat actualment, les emissions de gasos d'efecte hivernacle relacionades amb la refrigeració d'espais es duplicaran: de 1,135 milions de tones (2016) a 2,070 milions de tones.